# Porsche-Diesel AP 18

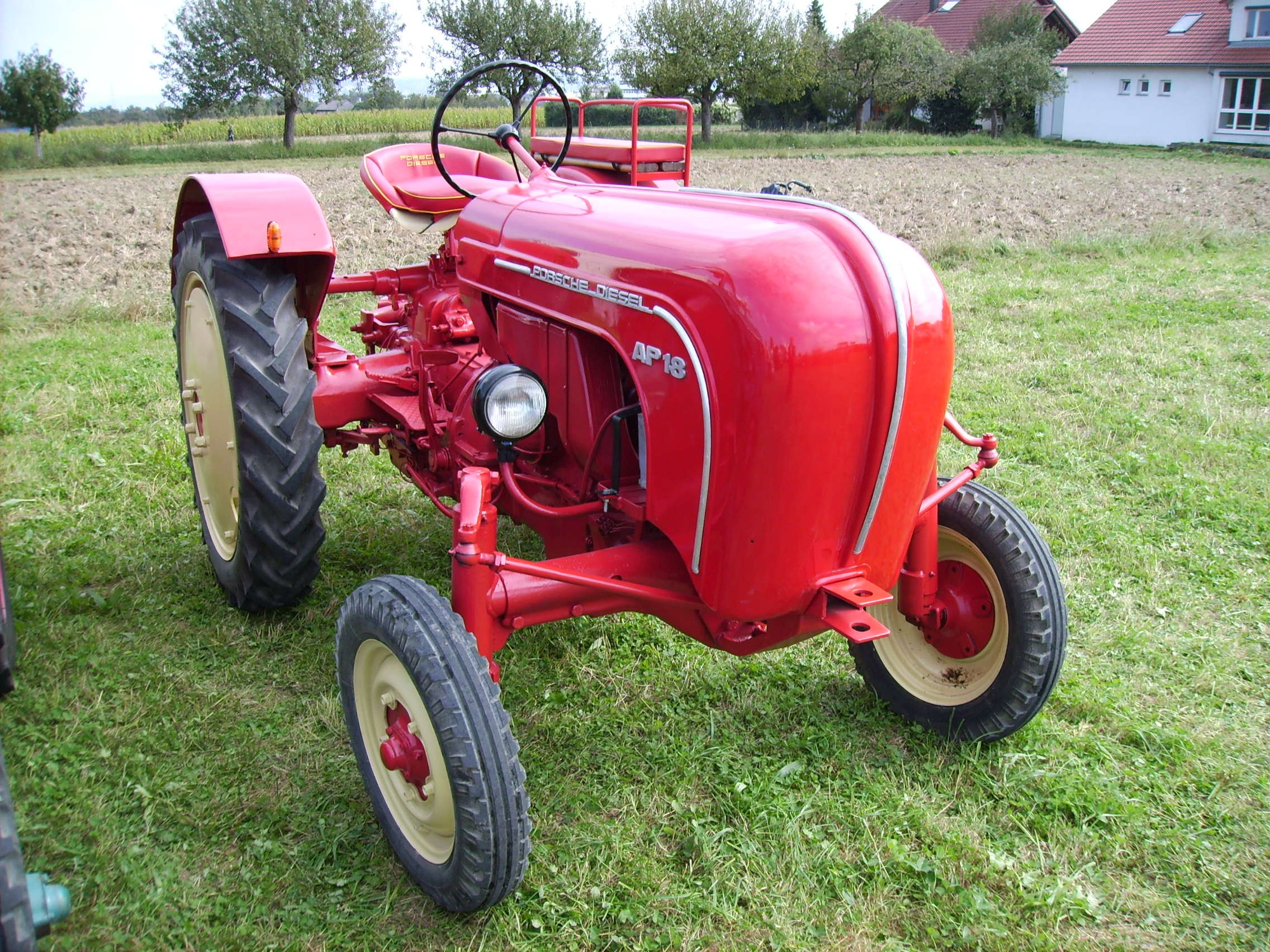
Porsche-Diesel AP 18

Der Porsche-Diesel AP 18 ist ein Traktor der Porsche-Diesel Motorenbau GmbH, die ihren Sitz in Friedrichshafen hatte und die Traktorenfertigung der Allgaier Werke von 1956 von 1957 übernahm.
Der besonders preiswerte Porsche-Diesel AP 18 war durch seine moderne und funktionell hochwertige Ausstattung auch für größere Landwirtschaftsbetriebe geeignet. Wie bereits andere Modelle von Porsche-Diesel erhielt auch der Porsche-Diesel AP 18 eine elektrische Ausrüstung, bestehend aus Anlasser, Batterie, Glühkerzen, Lichtanlage und Lichtmaschine der Firma Bosch. Außerdem besaß der AP 18 ein Schubradgetriebe von ZF oder Getrag mit einer Einscheibentrockenkupplung von Fichtel & Sachs. Dieses war mit fünf Vorwärtsgängen und einem Rückwärtsgang ausgestattet und konnte optional um einen Kriechgang erweitert werden. Auf die Hinterräder des Schleppers wirkt die als Lenkbremse verwendete Innenbacken-Bremse, die per Fuß betätigt werden kann. Mit einem Wendekreis von 2750 mm und einem Gewicht von etwa 1332 kg, war der hinterradangetriebene AP 18 optimal für jegliche Arbeiten auf unebenem Gelände geeignet.